# Pablo Ruiz (cantante argentino)
Pablo Ruiz, nome d'arte di Pablo Maximiliano Miguel Coronel Vidoz (Buenos Aires, 4 maggio 1975), è un cantante e attore argentino.
Nel 1985 inizia la sua carriera musicale come Pablito Ruiz, pubblicando il suo primo album che porta il suo nome. Due anni più tardi pubblica Un ángel, che ha reso popolare Oh! mamà, ella me ha besado, uno dei più noti singoli della sua carriera.

## Discografia
- Pablo Ruiz (1985)
- Un Ángel (1988)
- Océano (1989)
- Espejos Azules (1990)
- Irresistible (1992)
- 60/90 (1994)
- Aire (1997)
- Was It Something That I Didn't Say (1999)
- Jamás (2001)
- Necesito Tus Besos (2003)
- Demasiado Tarde (2005)
- Renacer (2009)